# Wurmbea elatior
Wurmbea elatior är en tidlöseväxtart som beskrevs av Rune Bertil Nordenstam. Wurmbea elatior ingår i släktet Wurmbea och familjen tidlöseväxter. Inga underarter finns listade i Catalogue of Life.